# Remy Leeuwin
Remy S. Leewin (Paramaribo, 1938) es un médico y escritor nativo de Surinam, que vive en los Países Bajos.
Luego de completar sus estudios secundarios en Paramaribo, Remy Leewin viajó a los Países Bajos para estudiar farmacología. Se recibió de farmacólogo, incorporándose luego a la Academia Médica de Ámsterdam, donde realizó su carrera hasta convertirse en el jefe del Laboratorio de Farmacología. A partir de 1987 comenzó a escribir columnas en el Journal of the Medical Faculty Association, Verband, which were compiled in Ik doe maar alsof...: verhalen uit Suriname, Nederland en van elders ("Lo que a mi me gusta....: relatos de Surinam, los Países Bajos y nuestros antepasados"), (1998) anécdotas e historias burlándose de uno mismo. Otro relato suyo también fue incluido en la antología Mama Sranan; 200 jaar Surinaamse verhaalkunst (Mama Sranan, 200 años de historia del arte en Surinam) (1999). 
Algunos de sus escritos los publicó bajo el pseudónimo de Stanley Lamure. 